# Circonscription de Sidi Ifni
La circonscription de Sidi Ifni est la circonscription législative marocaine de la province de Sidi Ifni située en région Guelmim-Oued Noun. Elle est représentée dans la Xe législature par Mustapha Moucharik et Mohamed Aboudrar.

## Historique des députations
| Législature | Début de mandat  | Fin de mandat    | Députés | Députés                | Députés | Députés                |
| ----------- | ---------------- | ---------------- | ------- | ---------------------- | ------- | ---------------------- |
| IXe         | 26 novembre 2011 | 7 octobre 2016   |         | Mohamed Belfkih (USFP) |         | Mohamed Aboudrar (PAM) |
| Xe          | 8 octobre 2016   | 8 septembre 2021 |         | Mohamed Belfkih (USFP) |         | Mohamed Aboudrar (PAM) |
| XIe         | 9 septembre 2021 | ?                |         | Mustapha Baïtas (RNI)  |         | Jamal Sidati (PAM)     |

## Historique des élections

### Découpage électoral d'octobre 2011

#### Élections de 2016
| Parti       | Parti                                               | Voix   | %      | Député(s) élus  |  |
| ----------- | --------------------------------------------------- | ------ | ------ | --------------- |  |
|             | Union socialiste des forces populaires (USFP)       | 11 703 | 31,37  | Mohamed Belfkih |  |
|             | Parti de la justice et du développement (PJD)       | 6 148  | 16,48  | Omar Boumriss   |  |
|             | Parti authenticité et modernité (PAM)               | 6 144  | 16,47  |                 |  |
|             | Mouvement populaire (MP)                            | 5 744  | 15,39  |                 |  |
|             | Parti du progrès et du socialisme (PPS)             | 2 971  | 7,96   |                 |  |
|             | Rassemblement national des indépendants (RNI)       | 1 945  | 5,21   |                 |  |
|             | Fédération de la gauche démocratique (FGD)          | 621    | 1,66   |                 |  |
|             | Parti de l'Istiqlal (PI)                            | 586    | 1,57   |                 |  |
|             | Front des forces démocratiques (FFD)                | 519    | 1,39   |                 |  |
|             | Mouvement démocratique et social (MDS)              | 437    | 1,17   |                 |  |
|             | Parti des Néo-Démocrates (PND)                      | 298    | 0,80   |                 |  |
|             | Parti de la liberté et de la justice sociale (PLJS) | 120    | 0,32   |                 |  |
|             | Union constitutionnelle (UC)                        | 76     | 0,20   |                 |  |
|             |                                                     |        |        |                 |  |
| Inscrits    | Inscrits                                            | 72 818 | 100,00 |                 |  |
| Abstentions | Abstentions                                         | 35 506 | 48,76  |                 |  |
| Exprimés    | Exprimés                                            | 37 312 | 51,24  |                 |  |

La Cour constitutionnelle décide d'annuler l’élection de Omar Boumriss (PJD) au profit de Mohamed Aboudrar (PAM). Le siège remporté par Mohamed Belfkih (USFP) est remis en jeu. En décembre 2017, le siège est remporté par Mustapha Moucharik (RNI).

#### Élections de 2021
| Parti       | Parti                                         | Voix   | %      | Députés élus    |  |
| ----------- | --------------------------------------------- | ------ | ------ | --------------- |  |
|             | Rassemblement national des indépendants (RNI) | 26 825 | 45,36  | Mustapha Baïtas |  |
|             | Parti authenticité et modernité (PAM)         | 20 873 | 35,29  | Jamal Sidati    |  |
|             | Union socialiste des forces populaires (USFP) | 4 770  | 8,07   |                 |  |
|             | Parti du progrès et du socialisme (PPS)       | 4 202  | 7,10   |                 |  |
|             | Parti de la justice et du développement (PJD) | 1 460  | 2,47   |                 |  |
|             | Parti de l'Istiqlal (PI)                      | 725    | 1,23   |                 |  |
|             | Parti travailliste (PT)                       | 104    | 0,18   |                 |  |
|             | Parti vert marocain (PVM)                     | 100    | 0,17   |                 |  |
|             | Parti du centre social (PCS)                  | 67     | 0,11   |                 |  |
|             | Parti démocratique de l'indépendance (PDI)    | 18     | 0,03   |                 |  |
|             |                                               |        |        |                 |  |
| Inscrits    | Inscrits                                      | 80 831 | 100,00 |                 |  |
| Abstentions | Abstentions                                   | 21 687 | 26,83  |                 |  |
| Exprimés    | Exprimés                                      | 59 144 | 73,17  |                 |  |